# Shenzhou 8

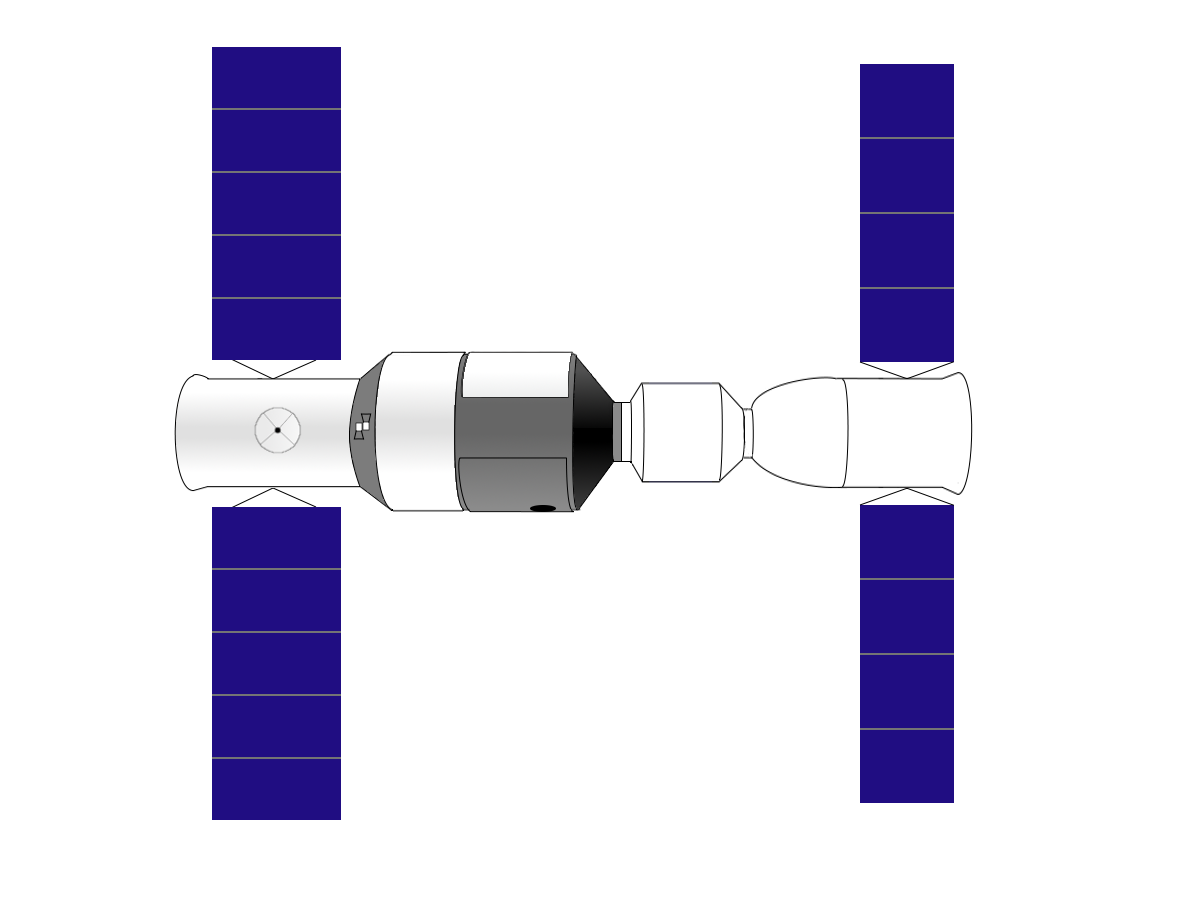
Illustratie van de Tiangong 1-ruimtelaboratoriummodule met een Shenzhou-ruimtevaartuig aangekoppeld

Shenzhou 8 (Chinees: 神舟八号) was een Chinese onbemande ruimtemissie in 2011. De missie was een stap richting het Chinese doel om rond 2020-2022 een bemand ruimtestation in een baan rond de Aarde te hebben. Het was de laatste onbemande missie van het Shenzhouprogramma en de eerste keer dat een ruimtevaartuig aan de ruimtelaboratoriummodule Tiangong 1 vastgekoppeld werd. 

## Lancering
Het ruimtevaartuig werd gelanceerd op 31 oktober 2011 UTC vanaf de lanceerbasis Jiuquan door middel van een aangepaste Lange Mars 2F-draagraket.

## Missie
De Shenzhou 8 missie diende als generale repetitie voor de bemande Shenzhou 9-missie die op 18 juni 2012 aankoppelde bij de Tiangong 1.
Op 2 november koppelde Shenzhou 8 aan de Tiangong 1. De koppeling werd niet uitgevoerd door technici in het vluchtleidingscentrum maar door het ruimtevaartuig zelf, door middel van radar en andere sensors aan boord van de Shenzhou 8 en Tiangong 1. Het koppelingsmechanisme bestond uit 10.000 onderdelen en 600 instrumenten.
Na 12 dagen koppelde Shenzhou 8 op 14 november weer los van Tiangong 1. Een tweede koppeling werd een half uur later met succes uitgevoerd. De eerste koppeling was in het donker uitgevoerd, de tweede werd in vol zonlicht gedaan om te onderzoeken of het licht de instrumenten zou verstoren.

## Landing
Op 17 november landde de terugkeercapsule van de Shenzhou 8 met een parachute in de Gobiwoestijn.
Ruimtevaartuig: Shenzhou · Tianzhou

Onbemand: Shenzhou 1 · Shenzhou 2 · Shenzhou 3 · Shenzhou 4 · Shenzhou 8

Bemand afgerond: Shenzhou 5 · Shenzhou 6 · Shenzhou 7 · Shenzhou 9 · Shenzhou 10 · Shenzhou 11 · Shenzhou 12 · Shenzhou 13 · Shenzhou 14 · Shenzhou 15 · Shenzhou 16 · Shenzhou 17 · Shenzhou 18

Bemand bezig: Shenzhou 19

Bemand gepland: Shenzhou 20 · Shenzhou 21

Gerelateerd: Tiangongprogramma · Tiangong 1 · Tiangong 2 · Tiangong ruimtestation · Lijst van bemande expedities naar het ruimtestation Tiangong · Lange Mars (raketfamilie) · Lanceerbasis Jiuquan